# Muse - Simulation Theory
Muse - Simulation Theory è un film concerto del 2020 diretto da Lance Drake.

## Trama
Un gruppo di scienziati indaga su una fonte misteriosa che produce attività paranormale sconosciuta, che li porta a un palcoscenico situato a Londra con un videogioco arcade posizionato al centro. Uno degli scienziati, Murphy, entra a contatto con il dispositivo, prendendo una forte scarica elettrica e venendo catapultato in una realtà parallela, ritrovandosi in mezzo a una folla di spettatori di un concerto dei Muse. Dopo essere stato riportato alla sua realtà, Murphy viene morso da un fantasma di un ballerino dei Muse e di conseguenza infettato da un agente patogeno sconosciuto, trasformandosi in un mostro. Poco dopo appare una donna, che si rivela essere un NPC del mainframe. La donna spiega che a causa di uno squarcio nella loro realtà, è stato rilasciato un virus mortale e Murphy è diventato una nuova entità nota come Truth Slayer.
I media informano la popolazione sul virus e ampie sezioni di Londra vengono messe in quarantena per frenare il tasso di infezione, con vari NPC impegnati a combattere gli infetti. A un certo punto l'NPC principale prende il controllo della mente dei giornalisti, affermando che il virus è una bufala e che non c'è nulla da temere. Il Truth Slayer esce dal suo contenimento, perdendo il controllo, e un eroe, noto come The One, entra nella stessa realtà al fine di contrastare la sua ascesa. The One ottiene l'accesso al mainframe, acquisendo un guanto speciale, e affronta il Truth Slayer, risultando vincitore.

## Produzione
I primi dettagli relativi film sono giunti nel 2019, quando Matthew Bellamy ha rivelato che i due concerti al The O2 Arena Londra sono stati filmati per una futura pubblicazione. L'intero concerto, al pari delle scene aggiuntive, è stato diretto da Lance Drake, con il quale i Muse avevano collaborato per la realizzazione di tutti i videoclip estratti dall'ottavo album in studio Simulation Theory.
Nel maggio 2020, nel corso di un'intervista concessa al programma Beats 1 di Zane Lowe, Bellamy ha descritto il film come «la nostra versione di Pink Floyd The Wall», anch'esso basato sull'album omonimo che alterna elementi musicali con scene di film. L'artista ha inoltre spiegato come il film fosse originariamente destinato a una distribuzione nei cinema ma a causa della pandemia di COVID-19 è stata decisa una pubblicazione esclusivamente digitale.

## Distribuzione
Il film è stato annunciato l'11 agosto 2020 e distribuito in alcuni cinema IMAX nella sola serata del 17 agosto. Il 21 dello stesso mese è stato reso disponibile per il download digitale e per lo streaming, a cui ha fatto seguito un'edizione box set a fine anno.

### Tracce
Testi e musiche di Matthew Bellamy, eccetto dove indicato.
1. Simulation Theory (Live) – 90:30

Contenuto bonus nell'edizione box set
LP – Simulation Theory Live
- Lato A

1. Algorithm (Alternate Reality Version) – 2:45
2. Pressure (Film Edit) – 3:08
3. Break It to Me – 3:37
4. The Dark Side – 3:47
5. Thought Contagion – 3:27
6. Dig Down (Gospel Version) – 4:00

- Lato B

1. Propaganda (Acoustic Version) – 3:08 (Matthew Bellamy, Timothy Mosley)
2. Algorithm – 4:04
3. Metal Medley – 13:47

MC – Simulation Theory Film Score
- Lato A

1. Simulation Theory Film Intro Music – 4:33
2. Psycho M.U.R.F. Speaks – 0:47
3. Zombie Murphy Gets Wired Up – 1:43

- Lato B

1. Behold, the Glove – 2:27
2. Emotionality Rush – 1:25
3. Simulation Theory Film End Credits with Newscaster – 4:40

## Formazione
Gruppo
- Matthew Bellamy – voce, chitarra, pianoforte, sintetizzatore in Algorithm
- Chris Wolstenholme – basso, voce, percussioni in Pray, chitarra acustica in Dig Down
- Dominic Howard – batteria, percussioni, cori in Supermassive Black Hole

Altri musicisti
- Morgan Nicholls – tastiera e chitarra aggiuntive, cori
- Andrea Bess – strumentazione e cori aggiuntivi
- Brianna Pavon – strumentazione e cori aggiuntivi
- Judson Emery – strumentazione e cori aggiuntivi
- Kelly Dankbar – strumentazione e cori aggiuntivi
- Nico Lonetree – strumentazione e cori aggiuntivi
- Savannah Harrison – strumentazione e cori aggiuntivi
- Taylor Sieve – strumentazione e cori aggiuntivi
- Brian Davis – strumentazione e cori aggiuntivi
- Emily Davis – strumentazione e cori aggiuntivi
- Emily Crouch – strumentazione e cori aggiuntivi
- Keanu Uchida – strumentazione e cori aggiuntivi
- Lex Ishimoto – strumentazione e cori aggiuntivi
- Patrick Ellis – strumentazione e cori aggiuntivi
- Taylor Banks – strumentazione e cori aggiuntivi
- Ty Wells – strumentazione e cori aggiuntivi

Produzione
- Jesse Lee Stout – produzione, direzione creativa
- Matthew Bellamy – produzione, direzione creativa
- Muse – produzione
- Pulse Films – produzione
- Sam Bridger – produzione esecutiva
- Marisa Clifford – produzione esecutiva
- Thomas Benski – produzione esecutiva
- Isabel Davis – produzione esecutiva
- Jeremiah Mayhew – montaggio
- Frame 48 – post-produzione
- Tom Teller – direzione esecutiva
- Julian Conner – produzione esecutiva
- Marc Caloran – missaggio
- Aleks von Korff – missaggio
- Sebastien – missaggio aggiuntivo in Pray
- Adam Hawkins – missaggio aggiuntivo in Algorithm (Alternate Reality Instrumental)